# Somerville (cráter)
Somerville es un pequeño cráter de impacto situado en la parte oriental de la Luna. Se encuentra al este del prominente cráter Langrenus. Antes de recibir su nombre actual por acuerdo de la UAI, se denominaba Langrenus J.
|  |

Es un impacto circular, con forma de cuenco. Langrenus H, más grande pero menos visible, aparece unido al sector noroeste del borde, que presenta un saliente que se extiende ligeramente hacia el suroeste.
Este es uno de los pocos cráteres de la Luna nombrados dedicados a una mujer, Mary Somerville.

## Referencias

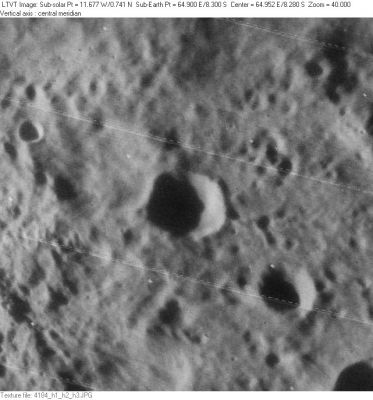
Fotografía de la misión Lunar Orbiter 4